# Rimfaxe (álbum)
Rimfaxe es el cuarto álbum del grupo finés de folk nórdico Gjallarhorn, lanzado en 2006 por Westpark Access.

## Recepción
Allmusic premió el álbum con tres de cinco estrellas y su crítica por Chris Nickson States: "A lo largo de todo, el material tradicional es magnífico, aprovechando a veces la tradición de los suecos en Finlandia, pero englobando en su red a todos los países nórdicos. Su sonido es único, una curiosa mezcla de instrumentos que funcionan bien juntos, y hay una reverencia evidente por la música que están tocando."

## Lista de canciones
| N.º | Título                           | Duración |  |
| 1.  | «Rimfaxe (Crin de escarcha)»     | 4:00     |  |
| 2.  | «Kokkovirsi (Canción de Fogata)» | 3:28     |  |
| 3.  | «Systrarna (Las hermanas)»       | 6:11     |  |
| 4.  | «Blacken»                        | 6:25     |  |
| 5.  | «Hymn (Himno)»                   | 6:59     |  |
| 6.  | «Sylvklar (Brillo plateado)»     | 5:04     |  |
| 7.  | «Norafjelds (Poema de montaña)»  | 6:56     |  |
| 8.  | «Ivall»                          | 4:46     |  |
| 9.  | «Taklax 1037»                    | 2:59     |  |
| 10. | «Taklax 1034»                    | 3:36     |  |
| 11. | «Staffan (Steven)»               | 4:48     |  |
| 12. | «Graning (Amanecer)»             | 3:38     |  |
| 13. | «Längtaren»                      | 2:59     |  |

## Formación
- Jenny Wilhelms - voz, fiddle
- Adrian Jones - viola, mandola
- Peter Berndalen - percusión
- Göran Månsson - flauta dulce